# Premium Deck Series: Graveborn
Premium Deck Series: Graveborn è un set speciale del gioco di carte collezionabili Magic: l'Adunanza, edito da Wizards of the Coast, in vendita in tutto il mondo dal 18 novembre 2011 ma solo in lingua inglese.
In questo set sono presenti carte stampate in diciassette anni di storia di Magic, dall'Edizione Alpha a Worldwake.

## Ambientazione
Il set si concentra su un particolare tipo di mazzo di Magic, chiamato Reanimator dai giocatori (dall'inglese rianimare), piuttosto che su un periodo della storia o su un luogo del multiverso in cui è ambientato il gioco. I grimori costruiti in questa maniera hanno in comune il tipo di magie che contengono e il modo di essere giocati durante una partita. I mazzi Reanimator usano la magia nera, talvolta affiancata in piccola parte dalla magia blu per pescare e scartare carte più velocemente, o più raramente da quella rossa per rendere più aggressivo il grimorio. La strategia di base è quella di mettere sul campo di battaglia molto velocemente delle enormi creature che l'avversario si trova impreparato a fronteggiare, e nel contempo uccidere le creature nemiche e rimuovere le magie pericolose direttamente dalla mano dell'avversario. Per poter giocare così in fretta queste imponenti creature non è necessario aspettare di avere abbastanza mana per evocarle, vengono invece messe nel proprio cimitero direttamente dal grimorio, come se fossero "sepolte vive", per poi essere rianimate con la magia nera prima che l'altro giocatore abbia avuto la possibilità di mettere in gioco dei mostri altrettanto potenti. Il mazzo si basa quindi su una serie di piccole combo formate da due carte: quella che ti permette di "seppellire" una potente creatura a tua scelta dal grimorio nel cimitero, e quella che ti permette di "rianimarla", rimettendola direttamente sul campo di battaglia senza doverne pagare il costo di mana, spesso molto ingente. Proprio grazie al fatto che le creature non vengono evocate normalmente, spesso vengono scelte anche fra gli altri colori: ad esempio anche se il mazzo non ha fonti di mana bianco per giocare una creatura bianca, questa può essere rianimata dal cimitero ugualmente con la magia nera, e può quindi essere inclusa nel grimorio, apportando le abilità e le caratteristiche tipiche di un colore molto differente dal nero.

## Caratteristiche
Graveborn è un mazzo precostruito da 60 carte di Magic di tipo Reanimator. Il grimorio utilizza la magia nera, con qualche creatura da "rianimare" appartenente ad altri colori. La particolarità di questo mazzo, oltre al fatto di costituire un set di carte a sé stante, è che tutte le carte sono foil, ovvero sono state stampate con una tecnica olografica che le rende cangianti quando colpite dalla luce.
In totale il set si compone di 30 differenti carte di Magic, stampate a bordo nero con tecnica olografica, così ripartite:
- per colore: 1 bianca, 1 blu, 17 nere, 2 verdi, 2 multicolori, 7 terre.
- per rarità: 7 comuni, 11 non comuni, 7 rare, 1 rara mitica, 4 terre base.

Tutte le carte di questo set sono già state stampate in precedenti espansioni, ed essendo il mazzo predeterminato, la rarità delle singole carte è determinata dalla rarità che avevano quando sono apparse nei precedenti set di espansione del gioco.
Il simbolo dell'espansione è un teschio umano, e si presenta nei consueti quattro colori a seconda della rarità: nero per le comuni, argento per le non comuni, oro per le rare e bronzo per le rare mitiche.
Alcune carte del mazzo non erano mai state stampate prima in versione olografica.
Tre carte di questo set sono state stampate con una illustrazione inedita:
- Animate Dead (Animare i Morti, illustrato da Anthony Jones)
- Crosis, the Purger (Crosis, l'Epuratore, illustrato da Chris Rahn)
- Cabal Therapy (Terapia della Cabala, illustrato da Raymond Swanland)